# 宁州 (头下军州)
宁州，中国辽朝时上京道设置的头下军州。
辽圣宗统和八年（990年）廢除，設置時間不詳。本大贺氏勒得山，横帐管宁王放牧地。在豫州东八十里，西南至上京三百五十里。治今内蒙古扎魯特旗附近，统和二十九年（1011年）再設寧州，在東京道。